# Инглис (Флорида)
Инглис (англ. Inglis) — муниципалитет, расположенный в округе Ливи (штат Флорида, США) с населением в 1491 человек по статистическим данным переписи 2000 года.

## География
По данным Бюро переписи населения США муниципалитет Инглис имеет общую площадь в 9,58 квадратных километров, водных ресурсов в черте населённого пункта не имеется.
Муниципалитет Инглис расположен на высоте 5 м над уровнем моря.

## Демография
По данным переписи населения 2000 года в Инглисe проживало 1491 человек, 426 семей, насчитывалось 670 домашних хозяйств и 803 жилых дома. Средняя плотность населения составляла около 155,64 человек на один квадратный километр. Расовый состав населённого пункта распределился следующим образом: 98,73 % белых, 0,13 % — коренных американцев, 0,34 % — азиатов, 0,67 % — представителей смешанных рас, 0,13 % — других народностей. Испаноговорящие составили 1,88 % от всех жителей.
Из 670 домашних хозяйств в 22,2 % воспитывали детей в возрасте до 18 лет, представляли собой совместно проживающие супружеские пары, в 8,2 % семей женщины проживали без мужей, не имели семей. 31,0 % от общего числа семей на момент переписи жили самостоятельно, при этом 15,2 % составили одинокие пожилые люди в возрасте 65 лет и старше. Средний размер домашнего хозяйства составил 2,23 человек, а средний размер семьи — 2,70 человек.
Население муниципалитета по возрастному диапазону по данным переписи 2000 года распределилось следующим образом: 20,9 % — жители младше 18 лет, 5,0 % — между 18 и 24 годами, 22,3 % — от 25 до 44 лет, 29,0 % — от 45 до 64 лет и — в возрасте 65 лет и старше. Средний возраст жителей составил 46 лет. На каждые 100 женщин в Инглисe приходилось мужчин, при этом на каждые сто женщин 18 лет и старше приходилось мужчин также старше 18 лет.
Средний доход на одно домашнее хозяйство составил 24 432 доллара США, а средний доход на одну семью — 27 734 доллара. При этом мужчины имели средний доход в 24 342 доллара США в год против 20 278 долларов среднегодового дохода у женщин. Доход на душу населения составил 24 432 доллара в год. Все семьи имели доход, превышающий уровень бедности, от всей численности населения находилось на момент переписи населения за чертой бедности, при этом 35,1 % из них были моложе 18 лет и 9,6 % — в возрасте 65 лет и старше.